# Francesco Mottino
Francesco Mottino (Cuorgnè, 1833 circa – Milano, 11 febbraio 1919) è stato un baritono, scrittore e librettista italiano, nonché insegnante di recitazione.
Ebbe una carriera operistica, principalmente in Italia negli anni 1850 e 1860, e soprattutto in Inghilterra negli anni 1870. Dopo essersi ritirato dal palcoscenico, lavorò attivamente come scrittore e insegnante a Milano. 

## Biografia
Mottino nacque a Cuorgnè. Iniziò la sua carriera scrivendo per riviste ed esibendosi in Italia in spettacoli di Shakespeare. Studiò canto al Conservatorio di Milano dal 1855. Mentre studiava, iniziò la sua carriera lirica in Italia interpretando ruoli secondari di baritono. Durante gli anni 1860, cantò in vari teatri lirici italiani e all'estero. Interpretò il ruolo del protagonista ne I due Foscari di Verdi in diversi teatri.
Si esibì in Inghilterra e Irlanda durante gli anni 1870. Tenne concerti a Londra, al Crystal Palace, e al Surrey Gardens Music Hall, tra gli altri. Fu impegnato per una stagione d'opera nel 1872 alla St. George's Hall di Londra, interpretando il ruolo principale ne Il barbiere di Siviglia, Belcore ne L'elisir d'amore e Guglielmo in Così fan tutte. L'anno seguente, a Dublino, ripeté il suo Figaro e interpretò il conte di Luna ne Il trovatore e Valentine in Faust. Fu il primo baritono principale della Carl Rosa Opera Company nel 1875, in tournée con quella compagnia in Inghilterra. Rosa assunse Mottino principalmente per la sua padronanza della lingua inglese, che gli permise di cantare opere italiane in inglese con pronuncia e dizione eccellenti. Con quella compagnia, riprese conte di Luna e Valentine e cantò il ruolo del protagonista in Don Giovanni. Nel 1876–1877, fece un tour con la Imperial Opera Company, con la quale riprese conte di Luna, Valentine e Don Giovanni e cantò anche i ruoli del conte di Almaviva ne Le nozze di Figaro, Germont ne La Traviata e il ruolo del protagonista in Rigoletto. Nel 1877 cantò il ruolo principale nella prima mondiale del Bjorn di Rossi a Londra.
Mottino tornò a Milano con sua moglie, il soprano Adele Cesarini (nata nel 1829), e continuò a esibirsi brevemente in Italia. Nel 1880, si ritirò dal palcoscenico, e lo stesso anno fondò una rivista letteraria, L'Utopista, e la diresse fino al 1887, pubblicandola e contribuendo con articoli e poesie. Scrisse anche i libretti per Il conte di Salto di Giovanni Consolini (1894) e I fuggitivi (1896) di Cesare Rossi, tra gli altri, oltre a opere teatrali, poesie e romanzi. Fu, per diversi decenni, un insegnante di recitazione a Milano. Tra i suoi allievi vi furono i soprani Enrica Clay Dillon e Marcella Craft.
Mottino morì nel 1919 nella sua casa di Milano all'età di 85 anni.